# 근정전

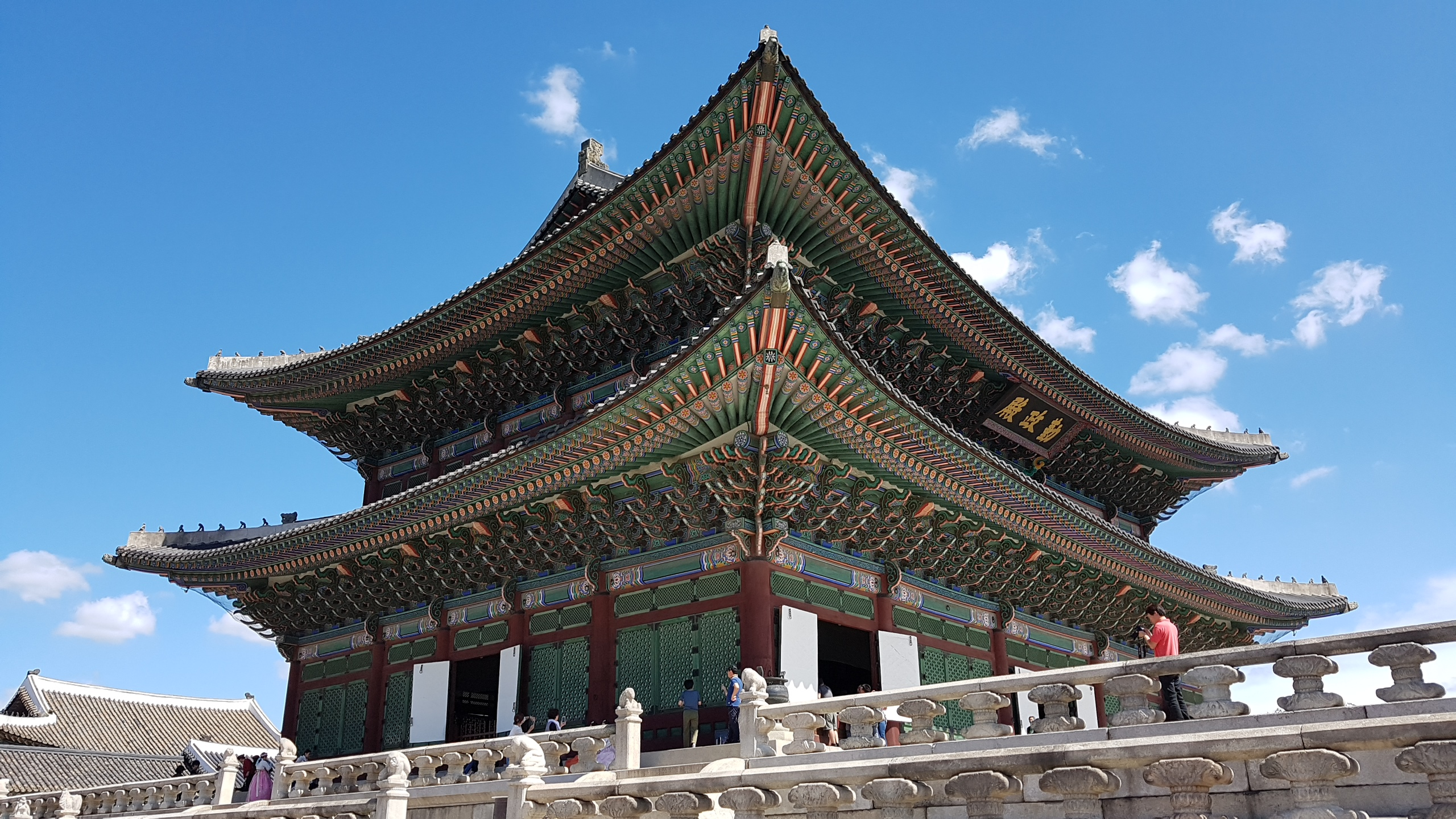

근정전(勤政殿)은 조선의 법궁인 경복궁의 정전으로, 다포계 팔작 지붕의 중층 건물이다. 현재 근정전은 국보 223호로 지정되어 있는 현존하는 한국 최대의 목조 건축물 중 하나이다.
1395년 조선 태조가 조선의 정궁으로 경복궁을 조성할 때, 중추를 이루는 건물로 중건되었다. 임진왜란 시기 경복궁 전반이 불에 타면서 같이 소실되었다가 1868년 흥선대원군의 경복궁 중건 공사 때 다시 세워졌다.
조선 국왕의 정무와 나라의 큰 행사, 즉 외국 사신을 맞이하거나 신하들이 임금에게 새해 인사를 드리는 등 국가 의식이 치러지는 장소로 사용되었다. 그 중에서도 국왕의 즉위식은 근정전의 주요 기능 중 하나였으며, 정종, 세종, 세조, 성종, 중종, 명종, 선조가 근정전에서 즉위를 치렀다. 이와 더불어 과거 시험의 거행과 합격 발표도 이곳에서 이루어졌다고 전해진다.

근정전(勤政殿)은 경복궁(景福宮)의 정전(正殿)으로서의 권위를 보여주고 있고, 내부관람도 실시하고 있다. 야간개장 때는 근정전의 내부를 공개했으나, 어좌를 제외한 모든 근정전의 내부는 불을 키지 않아 어둡게 보인다. 

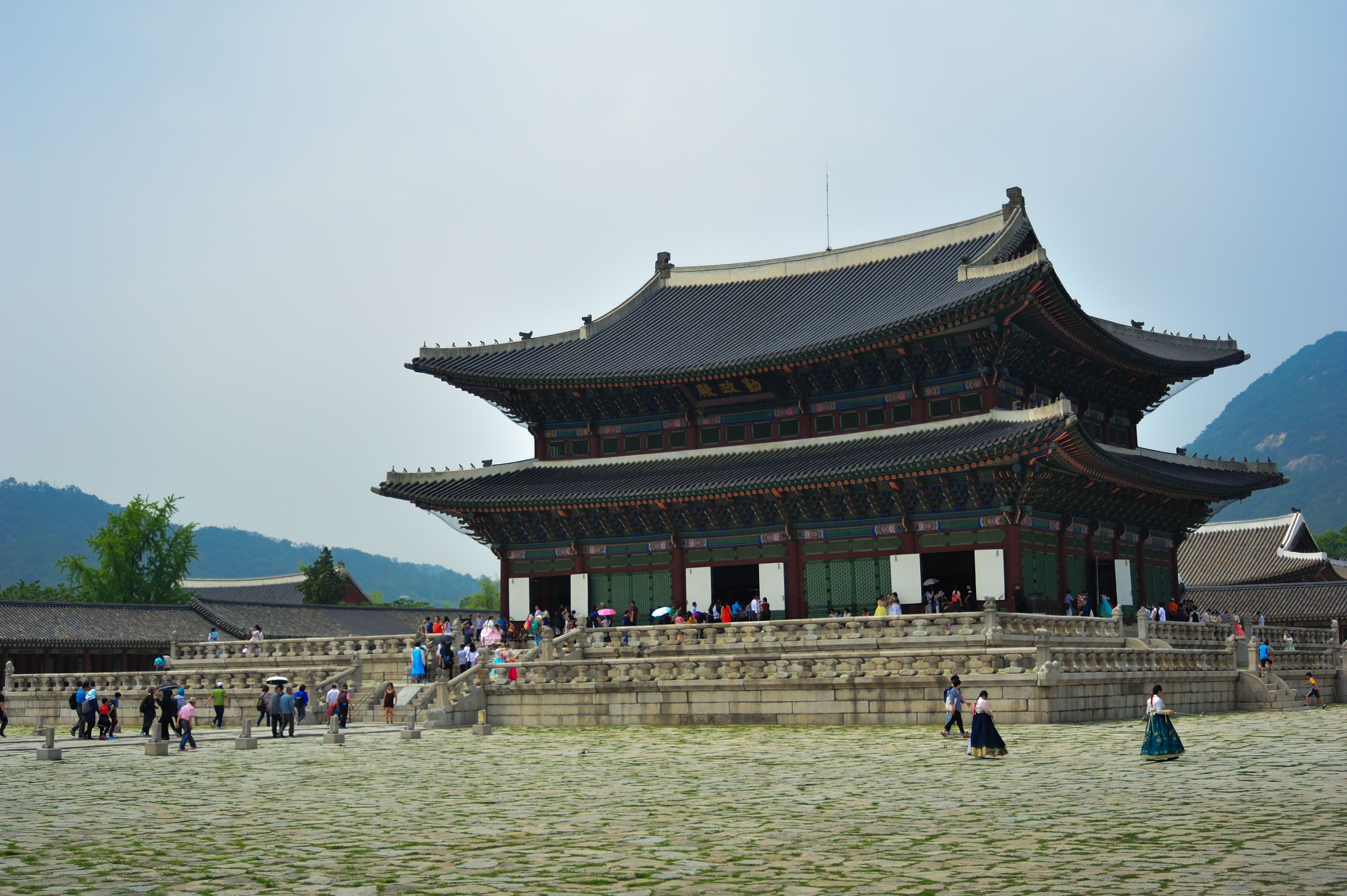
경복궁 근정전은 외국 사신을 접대하거나 왕의 즉위식 등 국가의 주요 행사를 치르던 경복궁의 정전이자 조선왕조와 대한민국의 상징이다.

## 개요
정면 5칸, 측면 5칸의 2층 규모 건물이며, 지붕은 전형적인 팔작지붕의 형태를 이루고 있다. 처마를 받치는 기능을 하는 장식 짜임새 구조가 기둥 위뿐만 아니라 기둥 사이에도 다포식 건물이다. 내부에는 일월오봉병(日月五峰屛)으로 둘러쳐진 왕이 앉는 의자인 어좌(御座)가 높은 대 위에 있고 통간으로 높은 천장을 형성하였다. 천장 중앙에는 7개의 발톱을 갖고 있는 용 2마리를 나무로 조각해 매달았다.
근정전의 기단인 월대에는 각 네 귀퉁이나 계단 주위 난간기둥에 여러 동물상들을 조각해 놓았다. 이는 경복궁이 법궁으로서 갖는 위상을 근정전의 격식을 통해 잘 보여주고 있는 것이다. 상월대의 난간에는 방위신에 해당하는 사방신(四方神)을 동서남북의 방향에 맞게 조각해 놓았고, 상월대와 하월대의 난간 곳곳에는 십이지신(十二支神)과 상서로운 동물들을 조각해 근정전을 화려하게 장식했다. 또한 임진왜란 이전에는 지붕이 용 문양으로 장식된 청자기와로 지어져서 푸른 유리 지붕처럼 아름다웠다고 전해진다.
근정전에서 근정문에 이르는 길 좌우에는 정승들의 지위를 표시하는 품계석이 차례로 놓여 있으며, 행사를 치를 때 햇빛을 가리기 위해 사용했던 차일 고리가 아직도 앞마당에 남아 있다. 근정문 주변으로는 행각(行閣)이 연결되어 근정전을 에워싸는 형태로 되어 있다.

## 역사

### 조선 초기
태조는 조선을 건국하고 3년차인 1394년에 신도궁궐조성도감(新都宮闕造成都監)을 열어 1394년(태조 3년) 한양에 천도하자 먼저 종묘 및 사직의 건설에 착수한 다음, 청성백 심덕부에게 명하여 궁궐을 짓게 했다. 1395년(태조 4년) 8월에 공사가 시작되어, 다음 달인 9월 29일에 우선 궁궐 중심부의 건축이 완료되었다.

태조는 그 다음달에 경복궁에 입궐한다. 이 때 정도전에게 새 궁궐과 주요 전각의 명칭을 지어 올리게 하였는데, 이때 궁궐의 이름을 비롯하여 근정전 등 여러 건물의 명칭을 짓는다. 정도전이 근정(勤政)이라는 이름을 제안한 까닭은 다음과 같다.
| “ | 근정전(勤政殿)과 근정문(勤政門)에 대하여 말하오면, 천하의 일은 부지런하면 다스려지고 부지런하지 못하면 폐하게 됨은 필연한 이치입니다. 작은 일도 그러하온데 하물며 정사와 같은 큰일이겠습니까? 《서경》(書經)에 말하기를, ‘경계하면 걱정이 없고 법도를 잃지 않는다.’ 하였고, 또 ‘편안한 것만 가르쳐서 나라를 유지하려고 하지 말라. 조심하고 두려워하면 하루 이틀 사이에 일만 가지 기틀이 생긴다. 여러 관원들이 직책을 저버리지 말게 하라. 하늘의 일을 사람들이 대신하는 것이다.’ 하였으니, 순임금과 우임금의 부지런한 바이며, 또 말하기를, ‘아침부터 날이 기울어질 때까지 밥 먹을 시간을 갖지 못해 만백성을 다 즐겁게 한다.’ 하였으니, 문왕(文王)의 부지런한 바입니다. 임금의 부지런하지 않을 수 없음이 이러하니, 편안하게 봉양하기를 오래 하면 교만하고 안일한 마음이 쉽게 생기게 됩니다. 또 아첨하고 아양 떠는 사람이 있어서 이에 따라서 말하기를, ‘천하에서 나랏일로 자신의 정력을 소모하고 수명을 손상시킬 까닭이 없다.’ 하고, 또 말하기를, ‘이미 높은 자리에 있어서 어찌 혼자 비굴하게 노고를 하겠는가?’ 하며, 이에 혹은 여악(女樂)으로, 혹은 사냥으로, 혹은 구경거리로, 혹은 토목(土木)일 같은 것으로써 무릇 황음무도(荒淫無道)한 일을 말하지 않음이 없으니, 임금은 ‘이것이 나를 사랑함이 두텁다.’ 하여, 자연으로 태만해지고 거칠어지게 되는 것을 알지 못하게 되니, 한(漢)·당(唐)의 임금들이 예전 삼대(三代) 때만 못하다는 것이 이것입니다. 그렇다면 임금으로서 하루라도 부지런하지 않고 되겠습니까? 그러나, 임금의 부지런한 것만 알고 그 부지런할 바를 알지 못한다면, 그 부지런한 것이 너무 복잡하고 너무 세밀한 데에만 흘러서 볼 만한 것이 없을 것입니다. 선유(先儒)들이 말하기를, ‘아침에는 정사를 듣고, 낮에는 어진 이를 찾아보고, 저녁에는 법령을 닦고, 밤에는 몸을 편안하게 한다.’는 것이 임금의 부지런한 것입니다. 또 말하기를, ‘어진 이를 구하는 데에 부지런하고 어진 이를 쓰는 데에 빨리 한다.’ 했으니, 신은 이로써 이름 하기를 청하옵니다. | ” |
|   | — 《삼봉집》기09 경복궁, 또는 《태조실록》태조 3년 10월 7일 |   |

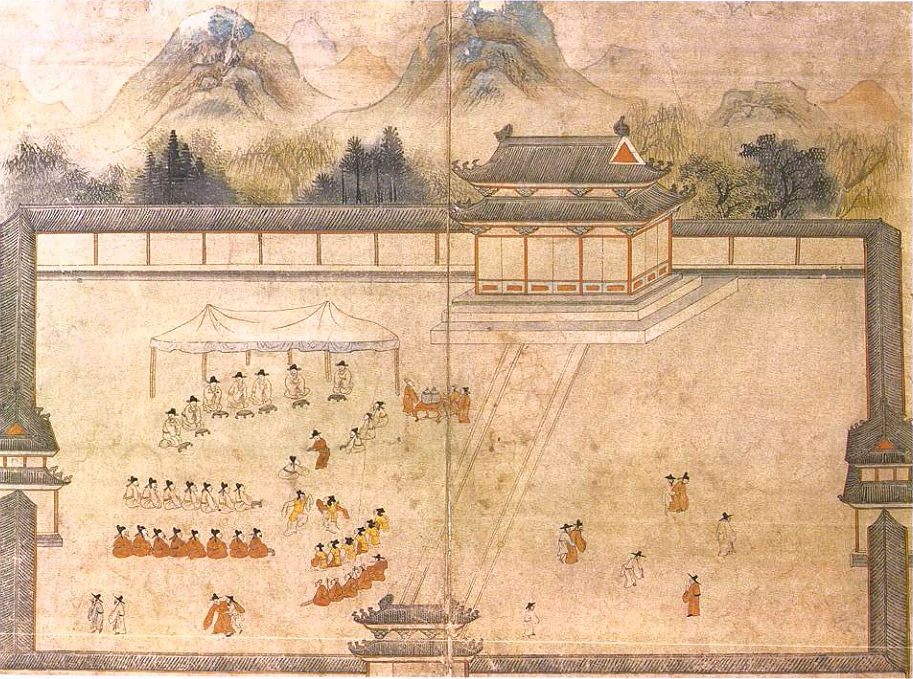
임진왜란 이전의 근정전 모습이 그려진 《의령남씨가전화첩》 중 〈중묘조서연관사연도〉

근정전의 주위에는 근정문을 비롯해 4문이 있었고, 그 북쪽 사정전은 편전이며, 강녕전·교태전 등의 침전, 그 밖에 여러 전각이 있었다. 이때 건립된 전각은 총 390여칸에 이르렀는데, 태조실록에 새 궁궐의 규모, 배치 및 각 건물의 기능이 상세히 기술되어 있다. 이 때 지어진 근정전은 사정전과 함께 조선에서 청기와를 덮은 단 두 채 뿐인 건물이었다.
1553년(명종 8년) 9월에 강녕전에서 시작된 불로 경복궁의 대부분이 소실될 때에도 근정전은 소실되지 않았다.

### 파괴와 중건

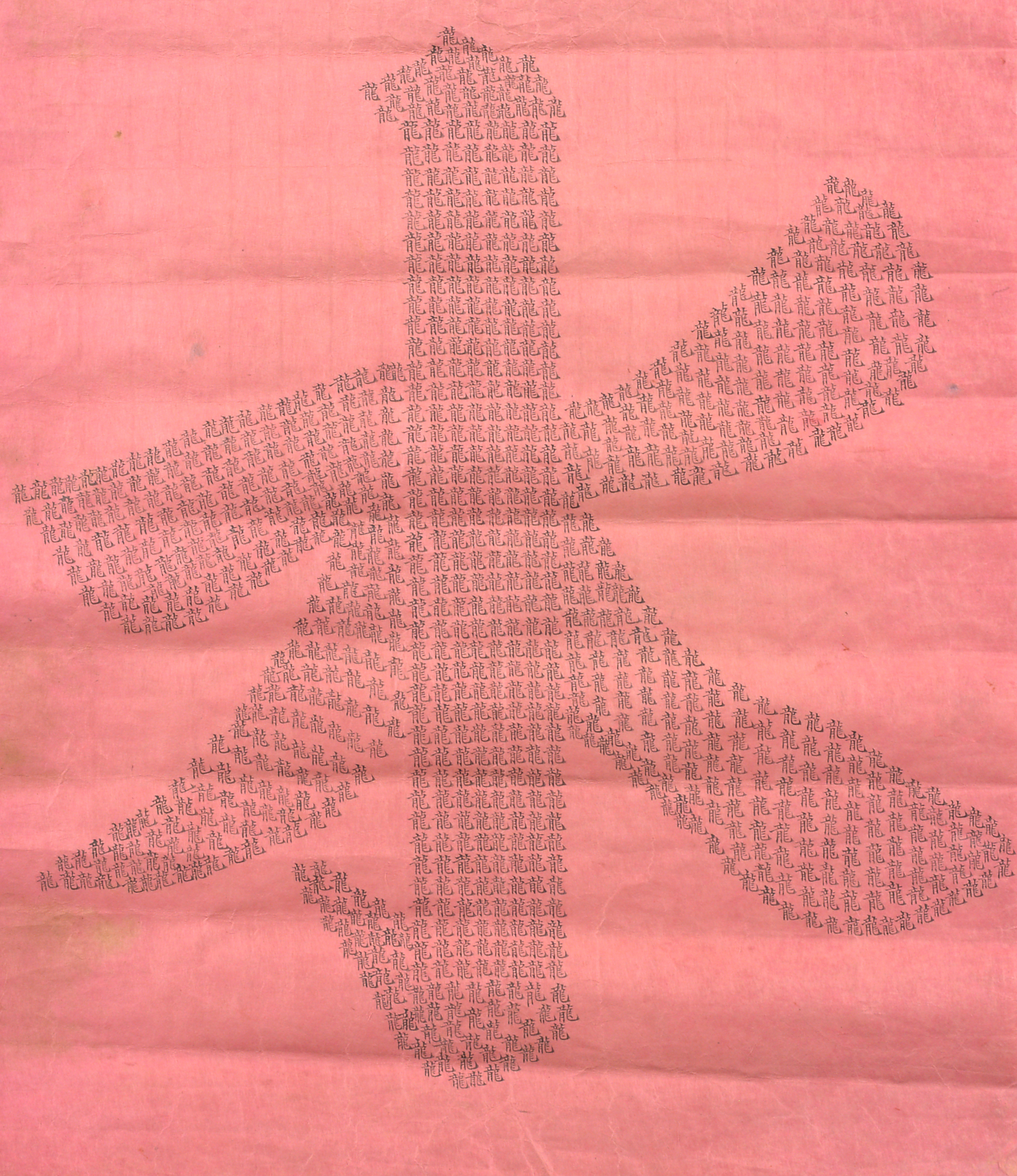
상량문과 함께 들어가있던 '수'자문 지류.

근정전은 임진왜란을 거치며 경복궁이 파괴될 때 마찬가지로 불에 타 소실되었다. 이렇게 소실된 경복궁 근정전 자리는 여전히 여러 행사에서 사용되었다. 그 후로 근정전은 복원되지 못하다가, 1865년(고종 2년) 수렴청정중인 신정왕후의 지시로 중건된다. 1866년 3월 10일에 영건도감에서 제출한 근정전 공사일정에 따르면, 터는 6월 8일에 세우고, 초석은 8월 25일에 놓았다. 근정전의 상량문 제술관은 10월 9일에 정했는데, 경복궁 영건도감 도제조이던 조두순이 맡았다. 상량은 1867년 2월 9일에 했다. 상량시 물 수(水)자를 윤곽으로 그 안에 용(龍)을 1천자 이상 새겨넣은 종이를 올려넣었고, 마찬가지로 용 그림도 같이 올려넣었으며, 6각형 은판의 각 모서리에 물 수자를 새겨넣은 것도 함께 넣었다. 이는 화재로부터 근정전을 보호하기 위한 조치였다.
고종은 완공된 근정전에서 정사를 보았다. 그러나 1895년 명성황후가 일본인에 의해 시해되는 사건인 을미사변이 일어나자, 고종은 얼마 지나지 않아 러시아공사관으로 몸을 옮기는 아관파천을 일으킨다. 러시아공사관에서 머무는 동안에는 거기서 정사를 보다가, 1897년에는 외국 공사관이 밀집한 지대인 정동에 있는 경운궁으로 환궁하여 법궁으로 사용한다.
이후 일제강점기에 경복궁이 훼철되어 조선총독부 청사가 들어설 때에도 건사하였다. 1915년 조선물산공진회 중에는 식장으로 사용되었고, 행각에는 진열장을 배치하였다. 1927년에는 전국축산대회를 개최하는 등 여러 행사에서 총독부에서 번갈아가며 사용하였다.

### 해방 후
해방 후에도 근정전은 여러 행사를 위한 장소로 이용되었다. 1946년에는 문맹퇴치학생계몽대 출동식, 전조선학교음악제전이 열렸다. 1948년에는 최초로 보수공사하였다. 이후 1964년에는 반자를 수리하였고, 1970년에는 기단을 보수하였다.. 1987년에는 북측 월대를 보수하였고, 1988년에는 현판을, 1996년에는 정면 창호를 보수하였다. 이후 2000년부터 2003년까지 해체보수공사를 진행했다.

## 용도
근정전은 경복궁의 정전으로써 기능했다. 조선 왕실에서 이루어지는 가장 큰 조회인 조하(朝賀)와 망궐례(望闕禮)가 정기적으로 열렸으며, 그 외에도 과거시험 및 연회 등 여러 왕실의 행사가 이루어졌다.

## 구조
근정전은 정면 5칸, 측면 5칸으로 정면과 측면의 칸수는 같지만 주칸의 너비가 더 넓다. 총 25칸에 중층 목조 건물로, 내9포 외7포의 공포로 되어있으며 기둥 높이는 16척이다. 보칸은 어칸 11척, 전후 협칸 각각 11척, 전후 뒷칸 각각 17처깅며 도리칸은 어칸 22척, 좌우 협칸 각각 21척, 동서 툇간 각각 17척이다.
지붕은 상층 지붕에는 용마루, 합각마루(내림마루), 추녀마루(귀마루)로 구성되어있으며 용마루의 양단에는 취두를, 합각마루의 아래끝에는 용두를 놓았다. 추녀마루에는 상하층 모두 7개의 잡상을 놓았으며 그 뒤에는 용두를 두었다. 하층 지붕은 추녀마루로만 이루어졌는데, 여기에도 7개씩 잡상을 놓았다.
천장에는 칠조룡 두 마리가 여의주를 놓고 희롱하는 장식인 쌍룡희주(雙龍戱珠)의 장식을 설치하였다.

### 월대
근정전은 2층의 월대 위에 놓여있다. 월대에는 청룡, 백호, 주작, 현무의 사신과 십이지신이 조각되어 새겨져있다. 주작은 월대 상층부의 남단에, 현무는 월대 상층부의 북단에, 청룡과 백호는 월대 하층부의 북단에, 십이지신은 월대 하층부의 남단에 아로새겼다.

## 권역
근정전은 사방이 행랑으로 둘러쌓여있으며 그 중 동, 서측 행랑에는 통로가 있고 북측과 남측 행랑에는 문이 나 있다. 북측 행랑에 있는 문은 사정전으로 통하는 사정문이다.

### 근정문
근정문은 근정전의 정문이자 경복궁의 내문이다. 현판은 경복궁 중건시 신석희가 썼다.

### 월화문과 일화문
월화문과 일화문은 근정전 좌우에 있는 협문이다. 정전에서 조회를 볼 때 무인은 월화문으로, 문인은 일화문으로 출입했다. 달은 음양에서 음을, 해는 양을 의미하므로 각각 서쪽과 동쪽의 문 이름으로 지었다.

### 행랑
근정전의 동쪽 행각에는 서방색(書房色), 관광청(觀光廳), 양미고(粮米庫), 융문루(隆文樓)가 있었고, 서쪽 행각에는 내삼청(內三廳), 충의청(忠義廳), 예문관(藝文館), 향실(香室), 액정시(掖庭厮), 융무루(隆武樓)가 있었다.

### 계인문
계인문(啓仁門)은 근정전 동행랑에 있던 문이다.

### 협의문
협의문(協義門)은 근정전 서행랑에 있던 문이다.

## 같이 보기
- 경복궁
- 광화문
- 정도전
- 조선 태조
- 인정전
- 명정전
- 숭정전
- 중화전

## 참고 자료
- 근정전 - 국가유산청 국가유산포털